# V

نحوه رسم V (وی بزرگ) و v (وی کوچک)

V بیست و دومین حرف از حروف الفبای لاتین است. نام انگلیسی آن «وی» است. به فرانسوی «وِ» و به آلمانی «فاو» خوانده می‌شود.

## در فارسی

### ادبیات فارسی
این حرف معادل حرف / و / در الفبای فارسی می‌باشد. همچنین این حرف در الفبای لاتین شبیه به عدد عربی ۷ است.

## کاربرد

### فیزیک
v نماد حجم (volume)، سرعت برداری (velocity) و ولتاژ (voltage) است.

### نماد
V مخفف Victory به معنای پیروزی است که با نماد V آن را نشان می‌دهند.

### عددنویسی رومی
در عددنویسی رومی حرف "V" نماد عدد ۵ است.